# 등 (만성)
등(鄧)은 중국 상나라, 서주, 춘추 시대 때 존재했던 제후국이다. 임금의 성씨는 만(曼)이다.

## 역사
호후선(胡厚宣)의 《은대봉건제도고(殷代封建制度考)》에 따르면 상나라의 왕 무정이 숙부인 만숙(蔓叔)을 등나라에 분봉했다고 한다. 상나라 말기에, 등나라는 남쪽으로 지금의 허난성 옌청 구 동남쪽으로 옮겼다. 서주 초기에, 다시 남쪽으로 지금의 남양(南陽) 분지로 옮겼다. 그곳은 현재의 허난 성 덩저우 시와 후베이성 샹양 시 일대이고, 도성은 지금의 허난 성 덩저우시 서남쪽의 린바진(林扒镇)이다. 서주 이후, 등나라는 또 다시 수도를 지금의 후베이 성 상양 시 부근으로 옮겼다. 서주 때는 등나라와 주 왕실, 그리고 다른 희성(姬姓) 제후국들은 서로 긴밀한 관계를 맺었고, 다른 제후국들과 혼인 관계를 맺어서 당시 비교적 높은 사회적 지위를 갖추고 있었다. 춘추 시대에 이르러서도 등나라는 여전히 활동적이었다.
이후 등나라 임금인 등 기후(祁侯)는 초나라 문왕의 외삼촌이었는데, 초 문왕의 아버지 초 무왕의 부인 등만(鄧曼)은 등 기후의 남매였기 때문이다. 기원전 688년에 초 문왕은 등나라를 치기 위해 반드시 지나가야 하는 신(申)나라를 먼저 공격한 뒤 등나라에 가자 등 기후는 나의 외조카라며 연회를 베풀었는데, 당시 등나라의 추생(騅甥), 담생(聃甥), 양생(養甥) 세 대신은 등나라가 초나라에 이웃하여서 멸망시키기에 편리하다는 사실을 깨닫고 등 기후에게 초 문왕을 죽이라고 간하며 "등나라를 멸망시킬 자는 바로 이 사람인데 만약 일찍이 도모하지 않는다면 이후에 임금께서는 후회한다 하여도 어찌 다시 도모할 수 있겠습니까?"라고 말했으나 등 기후는 듣지 않았다. 이후 초 문왕은 등나라를 경유하여 신나라를 습격해 힘을 쓸 수 없게 했고, 군사를 돌려 등나라를 공격했다. 기원전 678년에 등나라는 초나라에게 멸망 당했다.

## 역대 군주
- 등공(鄧公) - 본명은 알 수 없고 상나라 말기 사람이다.[3]
- 등백(鄧伯) - 본명은 알 수 없고 서주 초기 사람이다. 주나라 왕이 일찍이 조개로 만든 사발을 내렸다.[4]
- 등공(鄧公) - 본명은 알 수 없고 서주 초기 사람이다.[5]
- 등공(鄧公) - 본명은 알 수 없고 서주 중기 전반 사람이다.[6]
- 등공(鄧公) - 본명은 알 수 없고 서주 중기 후반 사람이다.[7]
- 등공(鄧公) - 본명은 알 수 없고 서주 말기 사람이다.[8]
- 등 기후(鄧 祁侯)
- 등공 오리(鄧公 午離) - 즉 《춘추좌씨전》 환공 7년의 등후(鄧侯) 오리(吾離)이다. 춘추 시대 초기 사람이다.[9]
- 등공 목(鄧公 牧) - 이름은 목(牧)이고 춘추 시대 초기 사람이다.[10]
- 등공 승(鄧公 乘) - 이름은 승(乘)이고 춘추 시대 중기 사람이다.[11]